# Fala zbrodni
Fala zbrodni – polski serial sensacyjny, emitowany na antenie telewizji Polsat od 7 listopada 2003 do 7 lutego 2008, oparty na szwedzkim oryginale Brottsvåg na licencji Jarowskij Enterprises AB.
Serial cechuje się dużą ilością akcji, brutalnością i często padającymi wulgaryzmami. Zdjęcia do serialu realizowane były we Wrocławiu.

## Fabuła
OPZ – Oddział do zwalczania Przestępczości Zorganizowanej to specjalna, eksperymentalna, elitarna jednostka policji kierowana przez Renatę Lemańską, podległą Rajmundowi Sieradzkiemu, której celem jest walka z przestępczością zorganizowaną. W skład jednostki od początku jej istnienia wchodzą policjanci operacyjni: nerwowy i impulsywny Igor „Szajba” Szajbiński, jego spokojniejszy przyjaciel Błażej „Budrys” Kowal, niedostępna Daria „Czarna” Westman i najbardziej doświadczony glina w zespole Adam Kruczkowski oraz nieco mniej aktywni „Tomiak” i „Pantera”, a także analitycy: spokojny Kuba Wiśniewski, spec od komputerów i dowcipny lecz impulsywny analityk Szymon Rafalski specjalizujący się w przesłuchiwaniu. Fabuła serialu koncentruje się na zwalczaniu kolejnych grup przestępczych, w szczególności rosyjskiej mafii, ale także na życiu osobistym policjantów.

## Obsada

### Policjanci
- Mirosław Baka – Igor Szajbiński „Szajba” (serie 1–5)
- Agnieszka Dygant – Daria Westman „Czarna” (serie 1–5)
- Jan Wieczorkowski – Witold Nawrocki „Młody” (serie 2–5)
- Mariusz Jakus – „Rafi” (odcinki 1-103, zabił Jontka w 101 odcinku)
- Jacek Radziński – Eryk Gadziński „Gadzin” (serie 2–5)
- Jan Janczak – „Francuz” (serie 2–5)
- Dorota Kamińska – Renata Lemańska "Szefowa" (serie 1–5)
- Edward Żentara – Rajmund Sieradzki "Generał" (serie 1–5)
- Matylda Paszczenko – Weronika Prus „Wera” (seria 5)
- Patricia Kazadi – Milena Bauman „Mila” (seria 5)
- Tomasz Jakubiel – Andrzej Masny „Szczypior” (seria 5)
- Bogdan Serniak – Stanisław Kosiński „Kosa” (seria 5)
- Artur Wołosiuk – Jan Chrupecki „Mały” (seria 5)
- Grzegorz Szczęsny – Patryk Kret „Bordowy” (seria 5)
- Bogusław Kudłek – Jonasz Szmidt „Jontek” (serie 4–5)
- Natasza Urbańska – Silene Arbekajte-Nawrocka (serie 3–4)
- Rafał Cieszyński – Maksymilian Friege (serie 3–4)
- Agnieszka Wagner – Aleksandra Melin „Aleks” (serie 1–4)
- Andrzej Deskur – Adam Mątwa (serie 3–4)
- Sylwia Juszczak-Krawczyk (Pągowska) – Iza Szablewska (seria 3)
- Marcin Dorociński – Michał Wagner (seria 3)
- Mirosław Zbrojewicz – Leszek Gagan (seria 3)
- Radosław Pazura – Kuba Wiśniewski (serie 1–2)
- Przemysław Sadowski – Błażej Kowal „Budrys” (seria 1)
- Ilja Zmiejew – Fiodor Potiomkin (serie 1 i 3)
- Adam Cywka – Jacek Marciniak (seria 1)
- Robert Więckiewicz – Adam Kruczkowski (seria 1)
- Robert Koszucki – Robert Czekalski „Tomiak” (serie 1 i 3)
- Marek Kocot – „Pantera” (seria 1)
- Małgorzata Król – Erica Keller (seria 4)

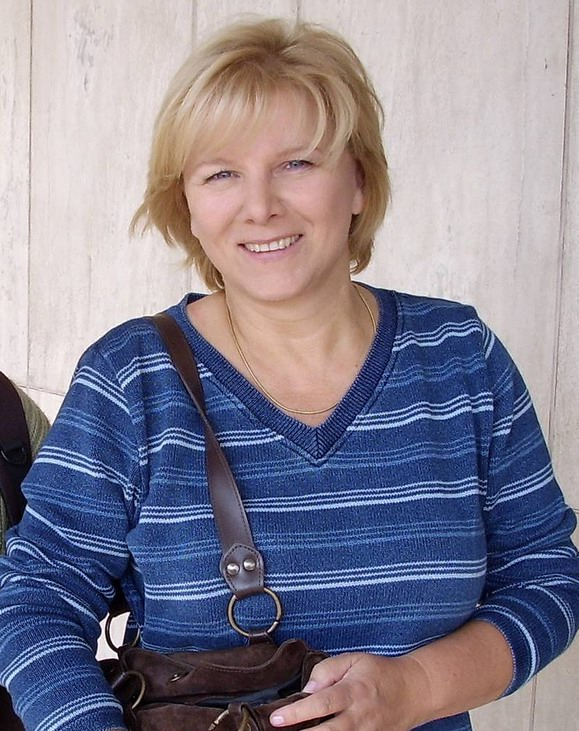
Dorota Kamińska jako Renata Lemańska szefowa (OPZ, BOS)
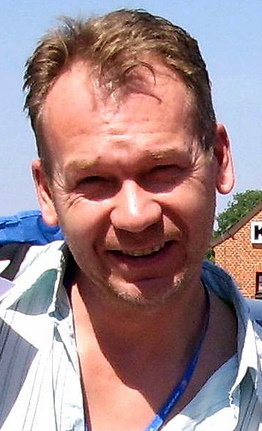
Mirosław Baka jako Igor „Szajba” Szajbiński (OPZ, BOS)
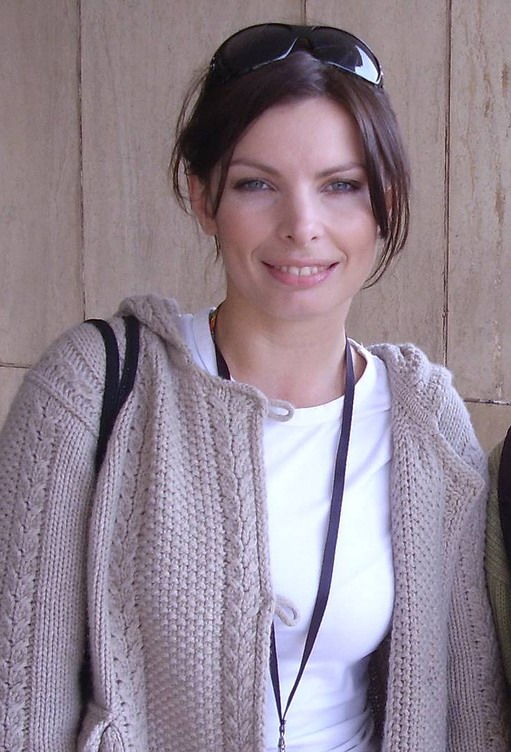
Agnieszka Dygant jako Daria „Czarna” Westman (OPZ, BOS)
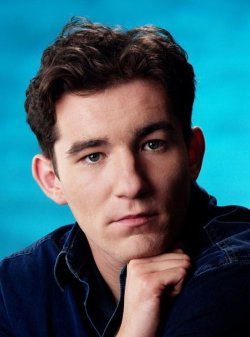
Przemysław Sadowski jako Błażej „Budrys” Kowal (OPZ)
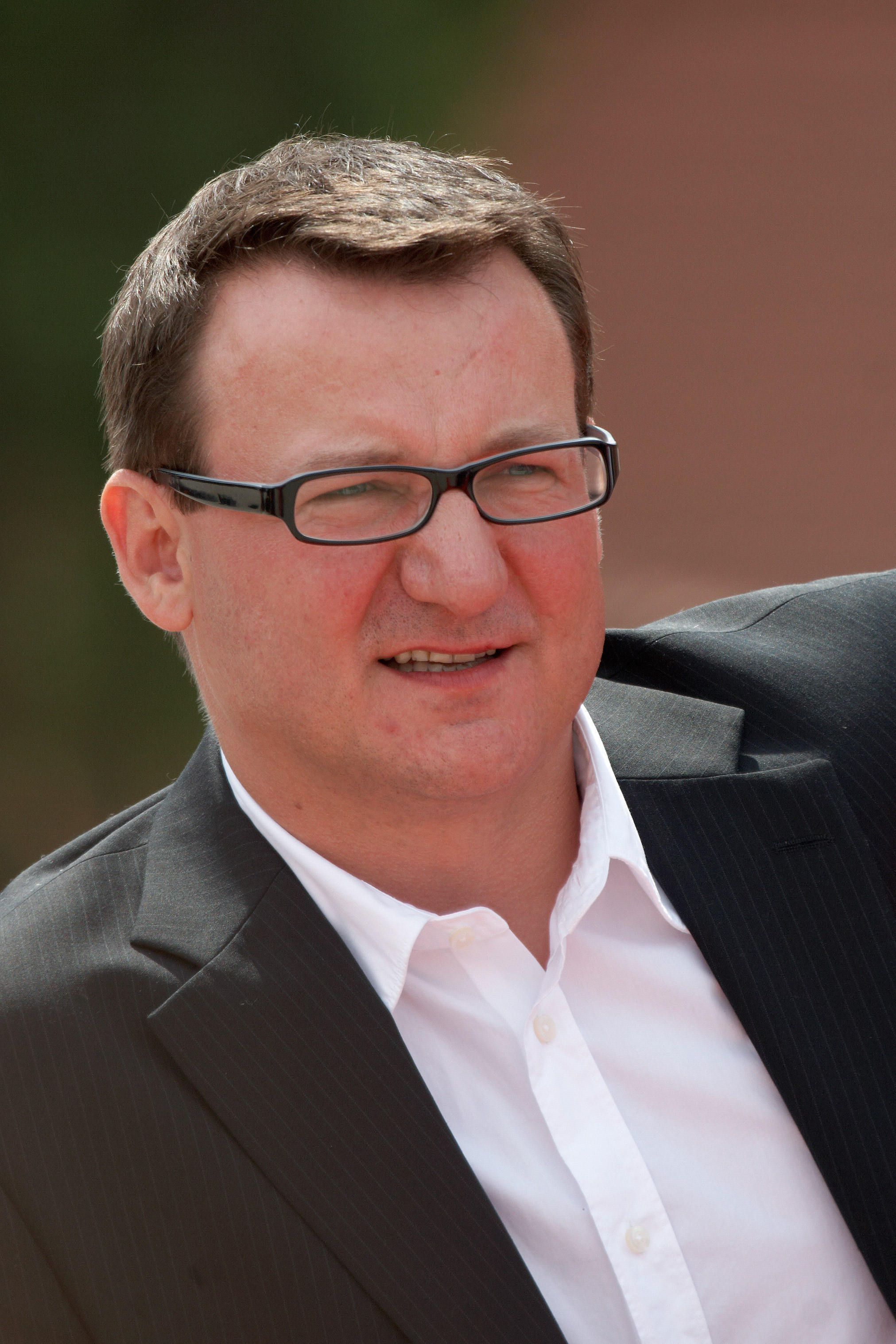
Robert Więckiewicz jako Adam Kruczkowski (OPZ)
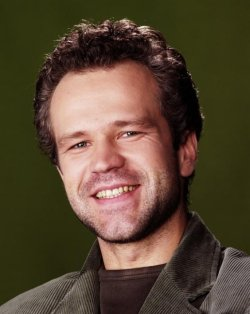
Radosław Pazura jako Kuba Wiśniewski (OPZ)
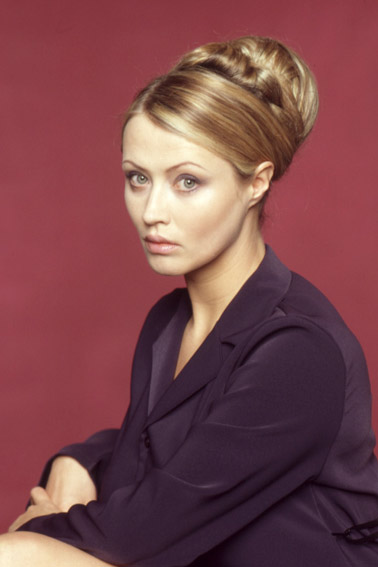
Agnieszka Wagner jako Aleksandra „Alex” Melin (OPZ)
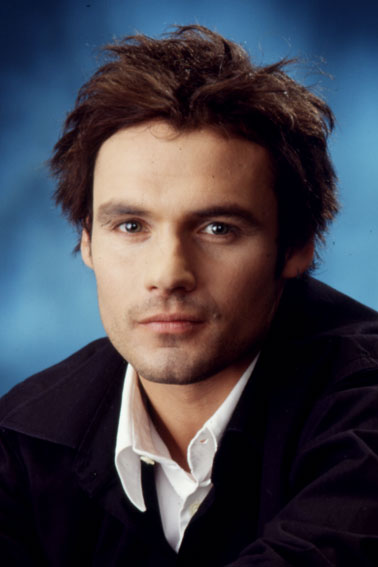
Jan Wieczorkowski jako Witold „Młody” Nawrocki (OPZ, BOS)
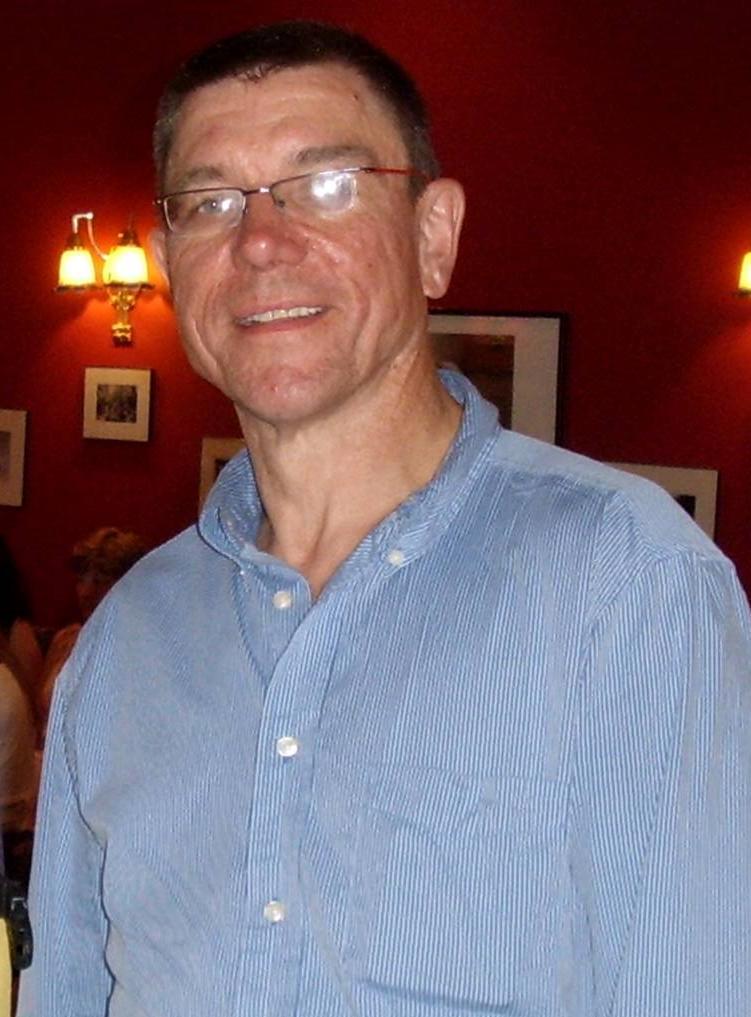
Mirosław Zbrojewicz jako „Gagan” (OPZ)
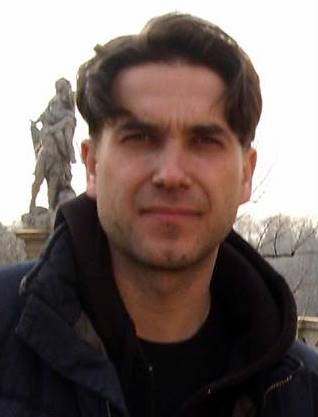
Marcin Dorociński jako Michał Wagner (OPZ)
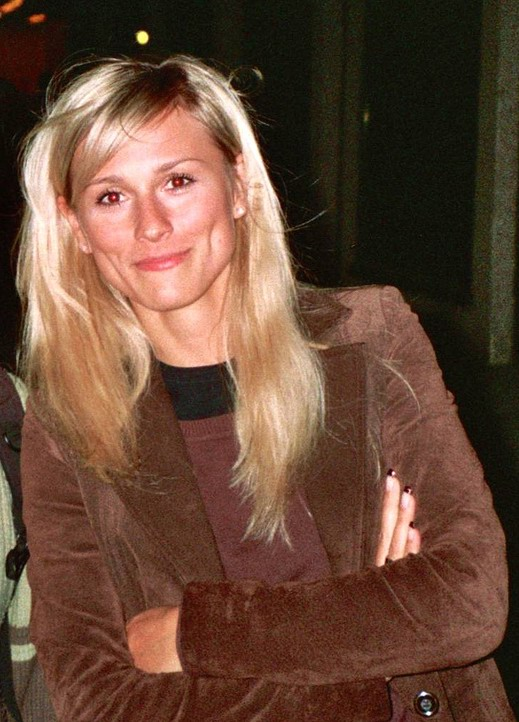
Sylwia Juszczak-Pągowska jako Izabela Szablewska (OPZ)
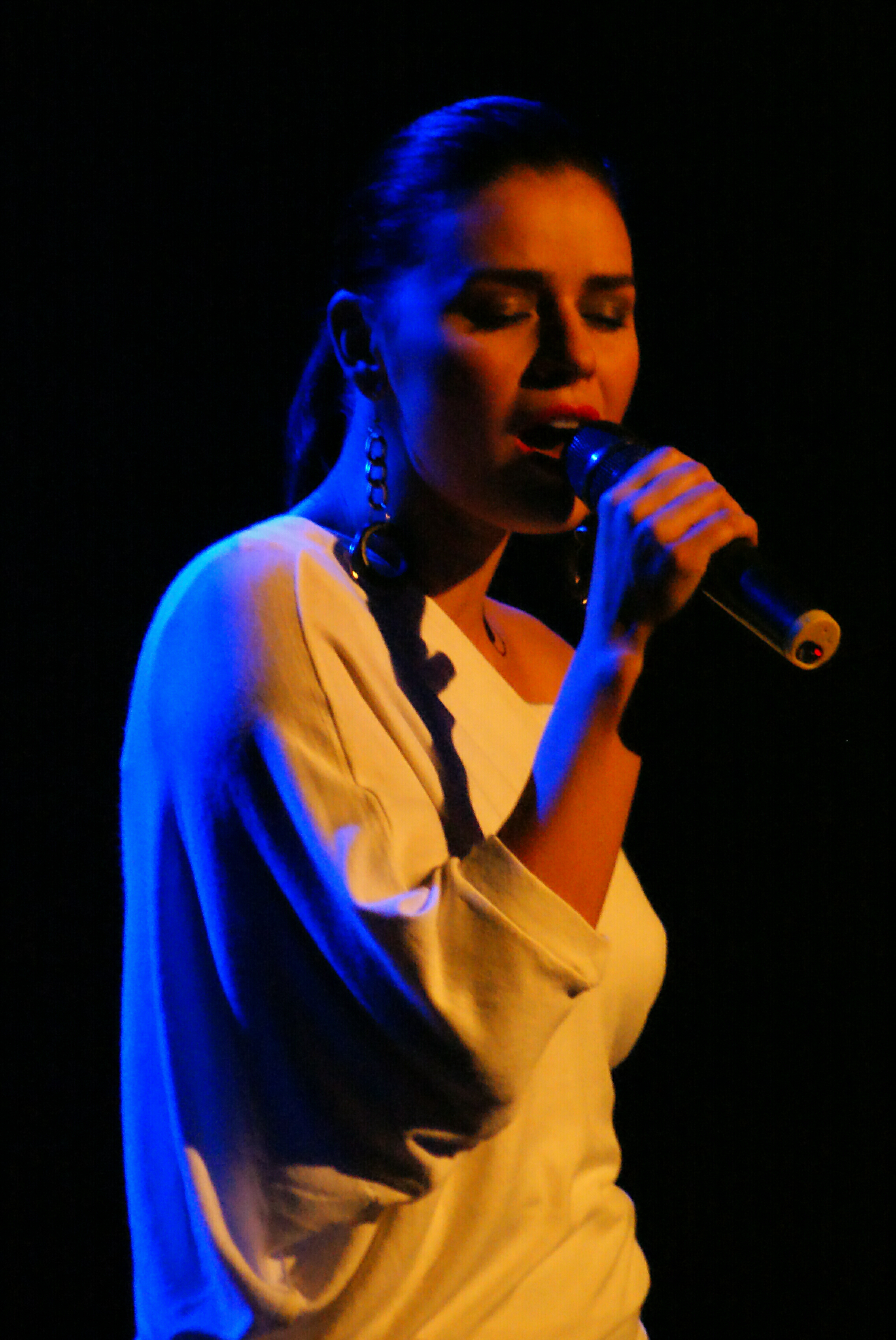
Natasza Urbańska jako Silene Arbekaite-Nawrocka (OPZ)
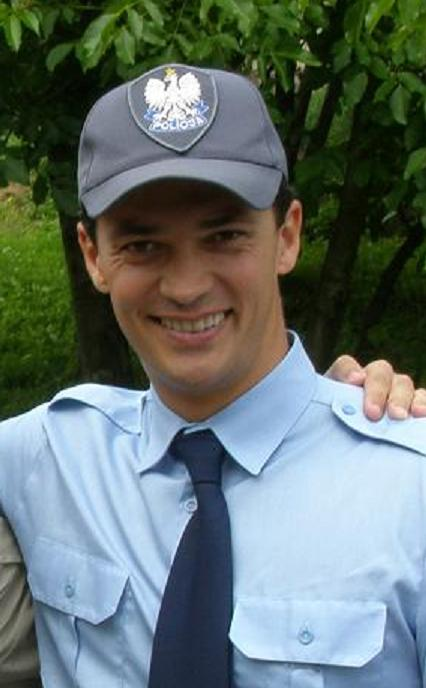
Rafał Cieszyński jako Maksymilian Friege (BSW, OPZ)
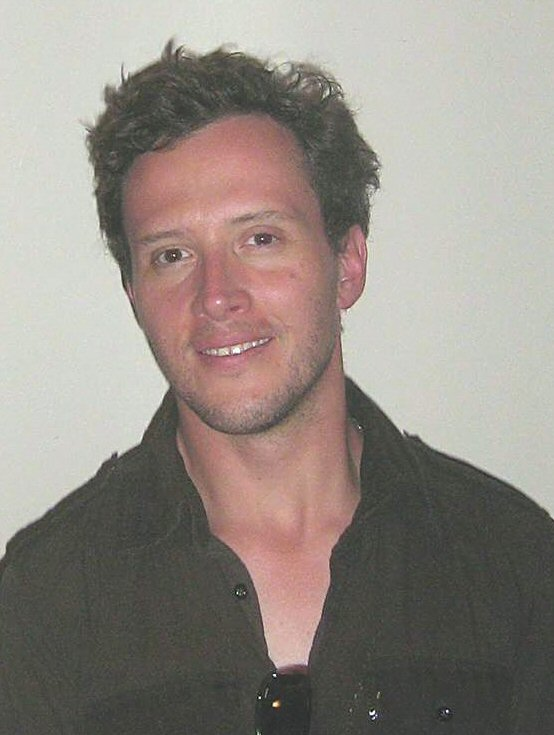
Andrzej Deskur jako Adam Mątwa (ABW)
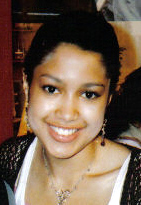
Patricia Kazadi jako Milena „Mila” Bauman (BOS)

### Czarne charaktery
- Przemysław Bluszcz – Oskar Rubiński „Ruben” (seria 5)
- Mariusz Drężek – Andrzej Metlewicz „Metal” (seria 5)
- Mateusz Młodzianowski – „Lufa” (seria 5)
- Anzhela Kolicova – Tatiana Daszew „Bella Tati” (serie 3–5)
- Piotr Borowski – Rafael Ribeiro (serie 4–5)
- Marek Barbasiewicz – Jewgienij Dragonow „Baron” (serie 3–5)
- Stanisław Penksyk – minister Andrzej Salto (serie 4–5)
- Bogusław Kudłek – Jonasz Szmidt „Jontek” (serie 4–5)
- Jan Jankowski – Alfred Sielski „Fredo” (serie 4–5)
- Artur Dziurman – Magnus Dębski „King” (serie 4–5)
- Ewa Bukowska – Laura Ortega (seria 4)
- Jacek Piotrowski – Sebastian „Terier” (seria 4)
- Tomasz Sapryk – Rudolf Zyga (seria 4)
- Marcin Czarnik – Tarhan (seria 4)
- Wojciech Masacz - Borys (seria 4)
- Bartłomiej Świderski – Ernest von Stein (seria 4)
- Cezary Studniak – „Petarda” (seria 4)
- Dariusz Majchrzak – Sabaczkin (serie 2 i 4)
- Roman Leus – Lonia (serie 3–4)
- Tomasz Dedek – minister Jan Widłak (serie 3–4)
- Aleksandr Peskov – Kola Mohylević (seria 3)
- Władimir Abramuszkin – Dimka Mohylević (seria 3)
- Georgi Angielov – Marat (seria 3)
- Aleksandr Domogarow – Siergiej Iljuszyn Karpin (serie 1–3)
- Said Dashuk-Nigmatulin – Roma (seria 2)
- Bogusław Linda − Wasyl Isajew „Pietia” (seria 2)
- Farkhad Makhmudov – Džamšed Bakajev (seria 1)
- Witold Wieliński – Torpeda (seria 1)

### Pozostałe postacie
- Monika Buchowiec – Jowita (seria 5)
- Dariusz Siatkowski – Detektyw, informator Rafalskiego (seria 5)
- Amelia Matwiejczyk – Kalina Rajnert „Kalinka” (seria 5)
- Adam Szczyszczaj – „Smuga” (seria 5)
- Witold Bieliński – Stancfeld (seria 5)
- Artur Chamski – Kamil Stefański (serie 4–5)
- Dariusz Bereski – Konstanty Marczuk „Kostek” (serie 4–5)
- Daniel Olbrychski – minister Jan Olbrych (seria 4)
- Iwona Siemieniuk – Nadieżda Stocka „Nadia” (seria 4)
- Paweł Binkowski – Misza Aleksandrow (seria 4)
- Agnieszka Przepiórska – Adrianna Kerne „Ada” (seria 4)
- Dorota Abbe − Róża (seria 3)
- Paweł Ferens – Jaca (serie 4–5)
- Michał Żurawski − Marek Surmacz (seria 4)
- Andrzej Szczytko − minister Zygmunt Rokicki (seria 4)
- Jerzy Grałek − Roman Szablewski (serie 3–4)
- Wojciech Kuliński - Piotr, narzeczony „Alex” (seria 3)
- Monika Fronczek − Anna (seria 3)
- Tomasz Kaczmarek − Maciek Szajbiński (serie 2–3)
- Roman Czajka − Mateusz, syn szefowej (seria 1)
- Aldona Struzik − Maria Kruczkowska, żona Adama Kruczkowskiego (seria 1)

### Aktorzy grający kilka ról
- Rafał Cieszyński – Przestępca Bogdan Rudzki "Sindbad" (seria 1 odc.2); Policjant Maksymilian Friege (serie 3–4,odc.57-85)
- Jan Janczak – Strażnik w Rosyjskim Więzieniu (seria 1 odc.9); Francuz (serie 2–5),Członek Ekipy SPAT(seria 1 odc.1)
- Przemysław Bluszcz – Oskar Rubiński „Ruben” (seria 5 odc.91-103); przestępca Maciej Kikowski "Kikus" (seria 2 odc.19)
- Mariusz Drężek – Andrzej Metlewicz „Metal” (seria 5 odc.90-103); członek grupy przestępczej MDM (seria 3 odc.50)
- Bogusław Kudłek – Kamerzysta (seria 3 – odc. 46); Jonasz (seria 4–5 odc.60-101)
- Monika Fronczek – Rosyjska prostytutka (seria 2 odc.17); Anna Gołębiewska (seria 3, odc. 33–42, 49–50, 58)
- Tomasz Lulek – adwokat Mastulaka i Kastora (seria 1 odc.7); komendant główny policji (odc.91 i 92)
- Adam Pater − Bolek (odc.15); Lope (odc.46)
- Jerzy Mularczyk − Bernard Nalepa(odc.6); mecenas Kondas(odc.60,61,62,69)
- Mariusz Węgłowski – pomocnik porywacza córki ministra Olbrycha (odc.70); Człowiek Kinga (odc.88-89); pracownik ABW który ratuje Michała przed zabiciem z rąk Ani (odc.46)
- Ireneusz Tatko – Członek ekipy SPAT(seria 1,oraz seria 5,odc.99); Członek gangu Kiszynia(seria 2,odc.26); Członek gangu Pancernego(seria 3,odc.45); Więzień Migdał(seria 4,odc.83); Członek gangu Kinga(sezon 5,odc.94)
- Wiesław Niżyński – Księgowy „Małej Odessy” zraniony przez Snarskiego (seria 3, odc.31)[3], mężczyzna informujący „Szajbe” i Adama Mątwę o rzekomym przyjściu generała Sieradzkiego do delegatury ABW (seria 4, odc.69)[4]

## Spis serii
| Seria | Sezon       | Odcinki     | Premiera serii    | Finał serii       | Pora emisji            |
| ----- | ----------- | ----------- | ----------------- | ----------------- | ---------------------- |
| 1.    | jesień 2003 | 1–14 (14)   | 7 listopada 2003  | 19 grudnia 2003   | piątek 21.40           |
| 1.    | wiosna 2004 | 1–14 (14)   | 4 marca 2004      | 15 kwietnia 2004  | czwartek 21.35         |
| 2.    | jesień 2004 | 15–28 (14)  | 5 września 2004   | 5 grudnia 2004    | niedziela 21.00        |
| 3.    | jesień 2005 | 29–59 (31)  | 11 września 2005  | 18 grudnia 2005   | niedziela 21.20        |
| 3.    | wiosna 2006 | 29–59 (31)  | 5 marca 2006      | 2 lipca 2006      | niedziela 21.30        |
| 4.    | 2006/2007   | 60–89 (30)  | 21 września 2006  | 2 listopada 2006  | czwartek 21.20         |
| 4.    | 2006/2007   | 60–89 (30)  | 9 listopada 2006  | 16 listopada 2006 | czwartek 20.30 i 21.25 |
| 4.    | 2006/2007   | 60–89 (30)  | 23 listopada 2006 | 23 listopada 2006 | czwartek 20.00 i 21.00 |
| 4.    | 2006/2007   | 60–89 (30)  | 30 listopada 2006 | 21 grudnia 2006   | czwartek 20.30 i 21.25 |
| 4.    | 2006/2007   | 60–89 (30)  | 4 stycznia 2007   | 15 lutego 2007    | czwartek 21.25         |
| 4.    | 2006/2007   | 60–89 (30)  | 22 lutego 2007    | 22 lutego 2007    | czwartek 20.30 i 21.25 |
| 4.    | 2006/2007   | 60–89 (30)  | 1 marca 2007      | 1 marca 2007      | czwartek 20.00 i 21.00 |
| 5.    | 2007/2008   | 90–103 (14) | 8 listopada 2007  | 7 lutego 2008     | czwartek 21.00         |